# Coscinia toulgoeti
Coscinia toulgoeti là một loài bướm đêm thuộc phân họ Arctiinae, họ Erebidae.